# Supremo Conselho Militar
Supremo Conselho Militar (em inglês:  Supreme Military Council, SMC) foi uma junta militar que governou o Gana entre outubro de 1975 a 4 de junho de 1979.
O período do Supremo Conselho Militar pode ser dividido em dois: o da presidência de Ignatius Kutu Acheampong (entre 9 de outubro de 1975 a 5 de julho de 1978) e o da presidência de Fred Akuffo (entre 5 de julho de 1978 a 4 de junho de 1979).
O Supremo Conselho Militar foi inicialmente liderado por Inácio Kutu Acheampong até 5 de julho de 1978, quando Acheampong foi deposto por um "golpe palaciano" por Fred Akuffo. Na sequência desse golpe de Estado sem derramamento de sangue, o Supremo Conselho Militar seria reconstituído. O General Acheeampng foi forçado a renunciar ao cargo de chefe de Estado e colocado sob prisão domiciliar. Este governo permaneceria no poder até sua deposição onze meses mais tarde pelo Conselho Revolucionário das Forças Armadas em 4 de junho de 1979, quando um grupo liderado pelo tenente Jerry Rawlings orquestrou um sangrento golpe de Estado contra Akuffo e obrigou-o a renunciar.

## Membros
| Membros do I Supremo Conselho Militar (outubro de 1975 a julho de 1978) |                                                                     |                                                                                           |
| Cargo                                                                   | Nome                                                                | Datas                                                                                     |
| Chefe de Estado e Presidente                                            | General Ignatius Kutu Acheampong                                    | 9 de Outubro de 1975 - 5 de Julho de 1978                                                 |
| Chefe do Estado-Maior de Defesa                                         | Tenente General Lawrence A. Okai Tenente general Fred W. K. Akuffo  | 9 de Outubro de 1975 - Novembro de 1976 Novembro de 1976 - Julho de 1978                  |
| Chefe do Estado-Maior do Exército                                       | Tenente General Fred W. K. Akuffo Major General Robert E. A. Kotei  | 9 de Outubro de 1975 - Novembro de 1976 Novembro de 1976 - Julho de 1978                  |
| Chefe do Estado-Maior da Marinha                                        | Contra-almirante C.K. Dzang Contra-almirante Joy Kobla Amedume      | 9 de Outubro de 1975 - Junho de 1977 Junho de 1977 - Julho de 1978                        |
| Chefe do Estado-Maior da Aeronáutica                                    | Brigadeiro Charles Beausoliel Vice-marechal do ar George Yaw Boakye | 9 de Outubro de 1975 - 11 de Novembro de 1976 12 de Novembro de 1976 - 5 de Julho de 1978 |
| Comandante da Guarda de Fronteira                                       | Major General E. K. Utuka                                           |                                                                                           |
| Inspetor-Geral da Polícia                                               | Ernest Ako Benjamin Samuel Kofi Kwakye                              | 9 de Outubro de 1975 - Julho de 1978 Julho de 1978 – Junho de 1979                        |

| Membros do II Supremo Conselho Militar (julho de 1978 a junho de 1979) |                                                                |                                                                             |
| Cargo                                                                  | Nome                                                           | Datas                                                                       |
| Chefe de Estado e Presidente                                           | Tenente General Fred W. K. Akuffo                              | 5 de Julho de 1978 - 4 de Junho de 1979                                     |
| Chefe do Estado-Maior de Defesa                                        | Major General Robert E. A. Kotei Tenente general Joshua Hamidu | 5 de Julho de 1978 - 23 de Julho de 1978 Julho de 1978 - 4 de Junho de 1979 |
| Chefe do Estado-Maior do Exército                                      | Major General Neville Alexander Odartey-Wellington             | 5 de Julho de 1978 - 4 de Junho de 1979                                     |
| Chefe do Estado-Maior da Marinha                                       | Contra-almirante Joy Kobla Amedume                             | 5 de Julho de 1978 - 4 de Junho de 1979                                     |
| Chefe do Estado-Maior da Aeronáutica                                   | Vice-marechal do ar George Yaw Boakye                          | 5 de Julho de 1978 - 4 de Junho de 1979                                     |
| Comandante da Guarda de Fronteira                                      | Major General E. K. Utuka Major General K. Osei Boateng        | 5 de Julho de 1978 - ? ? - 4 de Junho de 1979                               |
| Inspetor-Geral da Polícia                                              | Ernest Ako Benjamin Samuel Kofi Kwakye                         | Julho de 1978 17 de Julho de 1978 - 4 de Junho de 1979                      |